# 1175 (szám)
Az 1175 (római számmal: MCLXXV) az 1174 és 1176 között található természetes szám.

## A szám a matematikában
A tízes számrendszerbeli 1175-ös a kettes számrendszerben 10010010111, a nyolcas számrendszerben 2227, a tizenhatos számrendszerben 497 alakban írható fel.
Az 1175 páratlan szám, összetett szám. Kanonikus alakja 52 · 471, normálalakban az 1,175 · 103 szorzattal írható fel. Hat osztója van a természetes számok halmazán, ezek növekvő sorrendben: 1, 5, 25, 47, 235 és 1175.
Az 1175 huszonegy szám valódiosztó-összegeként áll elő, ezek közül legkisebb a 3513.

## Csillagászat
- 1175 Margo kisbolygó